# Айргіалла

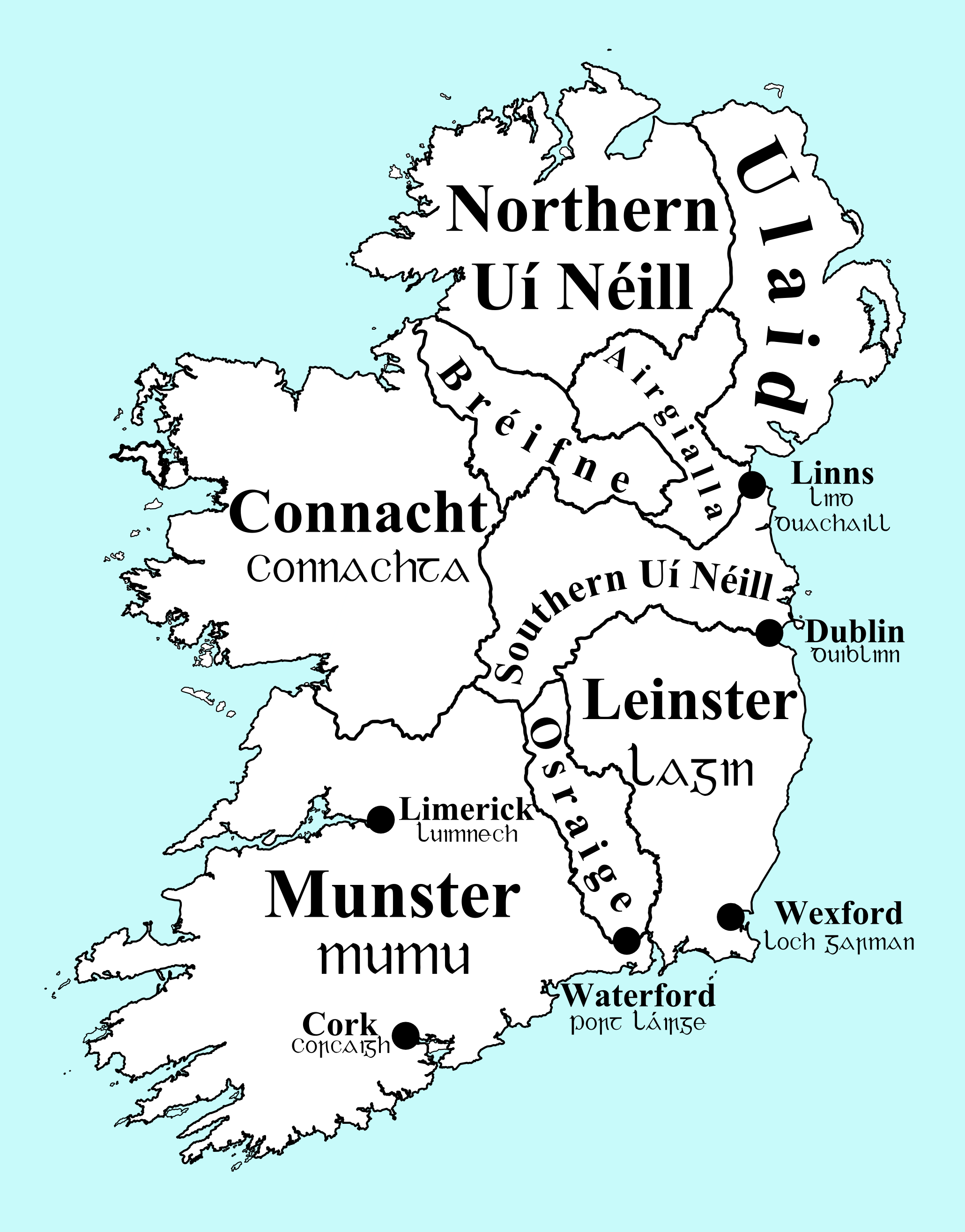
Ірландія в ранньому середньовіччі. Показані основні королівства.

Айргіалла — (ірл. — Oiríalla, давньоірл. — Airgíalla) — середньовічне королівство в Ірландії. Інші назви: Ойріалла, Оріел, Уріел, Оргіалл, Оргіалла, Оріалліа, Ергалліа (Oirialla, Oriel, Uriel, Orgiall, Orgialla, Oryallia, Ergallia). Час існування королівства: 331–1590. Територія королівства охоплювало сучасні графства Лаут, Арма, Монахан. У ранньому середньовіччі, згідно ранніх ірландських джерел, єпископи Клогер (ірл. — Clochar, англ. — Clogher) були єпископами королівства Айргіалла.

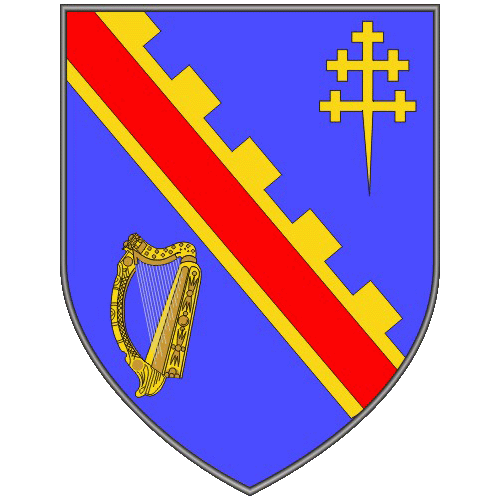
Герб сучасного графства Арма, де було розташоване королівство Айргіалла.

Королівством правили династії та клани пов'язані з Ольстером (Уладом), які сформували коаліцію кланів в VII столітті. Вважається, що назва королівства походить від ірландських слів ór — «золото» та gialla — «заручник» (тобто «заручник золота»). Але є версія, що назва походить від слова Airgíallne — «додаткова (залежна) держава».

## Легенди та історичні переказна про виникнення королівства
Три брати Колла: Колла Вайс (ірл. - Colla Uais), Муйредах (ірл. – Muiredach), він же – Колла Фо Хрі (ірл. - Colla Fo Chrí) та Аед (ірл. – Áed), він же Колла Менн (ірл. - Colla Menn) (в історію вони ввійшли як «Три Колла») влаштували змову проти верховного короля Ірландії Фіаха Сройптіне (ірл. - Fíacha Sroiptine). Ці три брати були синами Еоху Доймлейна (ірл. – Eochu Doimhlein) та онуками верховного короля Ірландії Кайрбре Ліфехара (ірл. - Cairbre Lifeachar). У той час син короля Фіаха Сройптіне – Муйредах Тірех (ірл. - Muiredach Tirech) вів досить успішну війну в Мунстері. Брати Колла стикалися з ним в битвах, але спершу отримали поразку. Але потім зібравши нові сили рушили в похід на верховного короля Фіаха Сройптіне. Друїд Дубхомар (ірл. – Dubchomar) передбачив, перед битвою, що якщо переможуть брати Колла, то ніхто з їхніх нахадків ніколи не буде королем Ірландії, якщо ж переможе король Фіаха Сройптіне, то ніхто з його нащадків ніколи не буде королем Ірландії. Ця битва ввійшла в історію як битва Дубхомара. Перемогли брати Колла і король Фіаха в битві був вбитий, владу захопив Колла Вайс, але справді - ніхто з нащадків Колла Вайса і його братів ніколи не були верховними королями Ірландії.
Колла Вайс правив всього чотири роки (306 – 310). Після цього Муйредах Тірех зібрав сили, розбив у битві братів Колла та їх прибічників і вислав братів з трьома сотнями їх прибічників за межі Ірландії – в Альбу (Albain – «Алебень» – ірландська назва Шотландії). Справа в тому, що їхня мати – Айлех (ірл. – Ailech) була донькою короля Альби, і вони були на службі в свого діда три роки. Після цього вони знову повернулись до Ірландії і з’явились до короля Муйредаха Тіреха з проханням взяти їх на службу. Вони сподівались, що король, виконуючи звичаєвий закон кровної помсти за свого батька вб’є їх і, таким чином, вони позбавляться прокляття і їхні нащадки стануть верховними королями Ірландії. Але Муйредах Тірех знав пророцтво і тому всупереч звичаю кровної помсти не тільки не вбив їх, але і взяв їх на службу.
Після кількох років служби Муйредах Тірех вирішив у 331 році, що братам Колла варто мати своє невеличке королівство – так буде справедливо. У ті часи Ірландія ділилась на п’ять великих королівств – Коннахта, Мумайн, Лайгін, Улайд, Міде – теоретично васальних по відношенню до верховного короля Ірландії, але кожне королівство мало свою королівську династію. Кожне королівство ділилося в свою чергу на дрібніші королівства, а ті на володіння вождів кланів. Між королівствами, кланами постійно виникали конфлікти та війни. Між верховним королем і васальними королівствами теж постійно виникали конфлікти. Тоді якраз виник конфлікт з королівством Улайд і верховний король відправив братів Колла на війну пообіцявши в разі успіху землі для власного маленького васального королівства. У той час королівством Улайд (Ольстер) правили королі з роду Ір з клану Рорі або як ще його називали Рудерікан (англ. – Clanna-Rory, Rudicians або  Rudericians). Військо було набране в Коннахті – королівстві, яке з давніх-давен ворогувало з Улайдом. Важкі битви відбувалися біля Ахайд Лейтдейрг (давньоірл. – Achaid Leithdeirc) та на землях Фернмуйге (давньоірл. – Fearn Muige) – як сказано в легендах «сім битв за тиждень». У результаті цієї війни король Улайду Фергус Фога (давньоірл. – Fergus Foga) був вбитий, але Колла Менн теж загинув. Брати спалили Емайн Маху (давньоірл. – Emain Macha) – давню столицю королівства Улайд (Ольстер), палац королів Улайду оспіваний філідами та бардами у скелах так званого уладського циклу. Після цього Емайн Маха занепала і більш ніколи не відродилася, так само як колись велике і сильне королівство Улайд. Місце, де відбулась заключна битва, що закінчилась катастрофою для королівства Улайд, називається Карн Ахайд Лейтдейрг (давньоірл. – Carn Achaid Leithdeirc, сучасна назва – Achaidh Leith-Deirg), відома тепер як Агадерг (ірл. – Aghaderg) в графстві Даун. До цього часу збереглася кам'яна могила, де поховані полеглі в цій битві воїни королівства Улайд – Лохбрікленд (англ. – Loughbrickland). Але королівство Улайд збереглося – в значно меншому вигляді – менше п’ятої частини від попередньої території. Тепер там стала правити зовсім інша династія – Херемон (англ. – Heremon). Решту території захопили брати Колла та О'Нейли – нащадки королі Ніалла Дев’яти Заручників.
Трьох братів Колла ще називають: Колла Благородний (Колла Вайс), Колла Знаменитий (Колла Менн), Колла Двох Земель (Колла Да Хройх). Колла Вайс став королем новоствореного королівства в 331 році і помер у 332 році (хоча щодо цих дат ведуться суперечки). Називається дата створення королівства 327 рік. Назва королівства в легендах пояснюється тим, що брати Колла отримали обіцянку віл верховного короля Ірландії, що якщо коли-небудь будь-який вождь із клану Колла буде утримуватись заручником, його кайдани мають буди з золота. Назва королівства також споріднена з шотландською назвою землі Аргайл – територію в західній Шотландії. Це в свою чергу пояснюють тим, що на цю територію колись переселилися ірландські племена, що утворили королівство Дал Ріада. Також є версії, що ці назви походять від двох назв ірландських племен Ерра-Гел (шотл. – Earra-Ghàidheal).
Брати захопили велику територію і заснували королівство Айргіалла (давньоірл. – Airgíalla). Нащадки братів Колла досі живуть в Ольстері. З роду братів Колла походить свята Дерхайртінн (давньоірл. – Derchairthinn) – VI століття.
Перша писемна згадка королівства в літописах зустрічається в «Літописі Тігернаха» в записі за 677 рік, де повідомляється про смерть короля Дунхада мак Ултана (давньоірл. – Dunchad mac Ultan) – «короля Ойргіалли». Потім зустрічаються чисельні записи про це королівство в «Літописах Ольстера», де пишеться про це королівство як про таке, що існує вже давно.

## Дев’ять королівських кланів королівства Айргіалла
У літописах згадуються дев’ять сильних королівських кланів, що володіли землями в королівстві і мали у свій час своїх представників на троні королівства:
Рід Туйртрі (давньоірл. – Uí Thuirtri)
Рід Мейк Кайртінн (давньоірл. – Uí Meic Cairthinn)
Рід Фіахрах Арда Срата (давньоірл. – Uí Fiachrach Arda Sratha)
Рід Мокку Вайс (давньоірл. – Uí Moccu Uais)
Рід Кремтайнн (давньоірл. – Uí Cremthainn)
Рід Мейт (давньоірл. – Uí Méith)
Рід Інд Айртір (давньоірл. – Ind Airthir)
Рід Мугдорна (давньоірл. – Mugdorna)
Рід Круйнн (давньоірл. – Uí Cruinn)

## Список королів королівства Айргіалла
(Вказані роки правління)

### Ранні королі періоду  513 – 882 років
Колга мак Лойте мак Круйнн (давньоірл. – Colga mac Loite mac Cruinn) (пом. 513)
Кайрпре Дайм Аргат (давньоірл. – Cairpre Daim Argat) (513 - 514)
Бек мак Куану (давньоірл. – Bec mac Cuanu) (пом. 594)
Аед мак Колган (давньоірл. – Aed mac Colgan) (594 - 606)
Маел Одар Маха (давньоірл. – Mael Odar Macha) (пом. 636)
Дунхад мак Ултан (давньоірл. – Dunchad mac Ultan) (пом. 677)
Маел Фотартайг мак Маел Дуб (давньоірл. – Mael Fothartaig mac Mael Dub) (близько 697)
Ку Масах мак Катал (давньоірл. – Cu Masach mac Cathal) (пом. 825)
Гофрайд мак Фергус (давньоірл. – Gofraid mac Fergus) (близько 835)
Фогартайг мак Маел Бресал (давньоірл. – Fogartaig mac Mael Bresal) (пом. 850 або 852)
Конгалах мак Фіннахта (давньоірл. – Congalach mac Finnachta) (пом. 874)
Маел Падрайг мак Маел Курарада (давньоірл. – Mael Padraig mac Mael Curarada) (874 - 882)

### Королі «високого середньовіччя» - періоду  900-1201
Маол Краойв О'Луйв Шонах (ірл. - Maol Craoibh ua Duibh Sionach) (пом. 917)
Фогартах мак Доннеган (ірл. - Fogarthach mac Donnegan) (917 - 947)
Доннакан мак Маелмуйре (ірл. - Donnacan mac Maelmuire) (947 - 970)
Мак Ейккніг мак Далаг (ірл. - Mac Eiccnigh mac Dalagh) (970 - 998)
Мак Лейгінн мак Кербайлл (ірл. - Mac Leiginn mac Cerbaill) (998 - 1022)
Кахалан О'Кріхайн (ірл. - Cathalan Ua Crichain) (1022 - 1027)
Гілла Колуйм О'Ейхнех (ірл. - Gilla Coluim ua Eichnech) (1027 - 1048)
Лехлобайр О'Лайдгнен (ірл. - Leathlobair Ua Laidhgnen) (1048 - 1053, пом. 1078)
О'Баойгеллайн (ірл. - Ua Baoigheallain) (1053 - 1087)
Аод О'Баойгеллайн (ірл. - Aodh Ua Baoigheallain) (1087 - 1093)
ОАйнвіг (ірл. - Ua Ainbhigh) (1093 - 1094)
Ку Кайхіл О'Кербайлл (ірл. - Cu Caishil Ua Cerbaill) (1094 - 1101)
Гіолла Кріст О'хЕйккніг (ірл. - Giolla Crist Ua hEiccnigh) (1101 - 1127)
Доннхад ОКербайлл (ірл. - Donnchadh Ua Cearbaill) (1130-1168)
Мурхад О'Кербайлл (ірл. - Murchard Ua Cerbaill) (1168 - 1189)
Муйрхертах (ірл. - Muirchertach) (1189 - 1194) пом. 1196
О'Ейхніг (ірл. - Ua Eichnigh) (1194 - 1201)

### Королі пізнього середньовіччя – періоду 1201 – 1590 років
Ніалл мак Доннхада (ірл. - Niall mac Donnchada) (1196 - 1208)
Доннхад О'хАнлуайн (ірл. - Donnchad Ó hAnluain) (? - ?)
Ардгал О'хАнлуайн (ірл. - Ardghal Ó hAnluain) (? - ?)
Гілла Патрайг О'хАнлуайн (ірл. - Gilla Patraig Ó hAnluain) (? - ?)
Мурхад О'хАнлуайн (ірл. - Murchadh Ó hAnluain) (? - ?)
Ку Улад О'хАнлуайн (ірл. - Cu Uladh Ó hAnluain) (? - ?)
Еахмарках О'хАнлуайн (ірл. - Eachmarcach Ó hAnluain) (? - ?)
Ку Улад О'хАнлуайн (ірл. - Cu Ulad Ó hAnluain) (? - ?)
Ніалл О'хАнлуайн (ірл. - Niall Ó hAnluain) (? - ?)
Магнус О'хАнлуайн (ірл. - Magnus Ó hAnluain) (? - ?)
Ніалл О'хАнлуайн (ірл. - Niall Ó hAnluain) (? - ?)
Еохайд мак Махгаханма мак Нейлл (ірл. - Eochaid mac Mathgahamna mac Neill) (пом. 1273)
Бріан мак Еохада (ірл. - Brian mac Eochada) (1283 – 1311)
Ралф (Рулб) мак Еохада (ірл. - Ralph (Roolb) mac Eochada) (1311 – 1314)
Маел Сехлайнн мак Еохада (ірл. - Mael Sechlainn mac Eochada) (1314 – ?)
Мурхад Великий мак Бріайн (ірл. - Murchad Mór mac Briain) (? – 1331)
Шон мак Маойлшехнайнн (ірл. - Seoan mac Maoilsheachlainn) (1331 – 1342)
Аод мак Рулб (ірл. - Aodh mac Roolb) (1342 – 1344)
Мурхад Ог мак Мурхада (ірл. - Murchadh Óg mac Murchada) (1344)
Магнус мак Еохада (ірл. - Maghnus mac Eochadha) (1344 – 1357)
Піліб мак Руйлв (ірл. - Pilib mac Rooilbh) (1357 – 1362)
Бріан Великий мак Аод (ірл. - Brian Mór mac Aodh) (1362 – 1365)
Ніалл мак Мурхада (ірл. - Niall mac Murchadha) (1365 – 1368)
Бріан Великий мак Аод (ірл. - Brian Mór mac Aodh) (1368 – 1371)
Піліб Руад мак Бріайн (ірл. - Pilib Ruadh mac Briain) (1371 – 1403)
Ардгал мак Бріайн (ірл. - Ardghal mac Briain) (1403 – 1416)
Бріан мак Ардгайл (ірл. - Brian mac Ardghail) (1416 – 1442)
Руайдрі мак Ардгайл (ірл. - Ruaidhri mac Ardghail) (1442 – 1446)
Аод Руад мак Руайдрі (ірл. - Aodh Ruadh mac Ruaidhri) (1446 – 1453)
Фейдлімід мак Бріайн (ірл. - Feidhlimidh mac Briain) (1453 – 1466)
Еохан мак Руайдрі (ірл. - Eochan mac Ruaidhri) (1466 – 1467)
Реамон мак Руайдрі (ірл. - Reamonn mac Ruaidhri) (1467 – 1484)
Аод Ог мак Аода Руайд (ірл. - Aodh Óg mac Aodha Ruaidh) (1485 – 1496)
Бріан мак Реамойнн (ірл. - Brian mac Reamoinn) (1496 – 1497)
Росса мак Магнуса (ірл. - Rossa mac Maghnusa) (1497 – 1513)
Реамонн мак Глайсне (ірл. - Reamonn mac Glaisne) (1513 – 1521)
Глайсне Ог мак Реамойнн (ірл. - Glaisne Óg mac Reamoinn) (1521 – 1551)
Арт Маол мак Реамойнн (ірл. - Art Maol mac Reamoinn) (1551 – 1560)
Аод мак Бріайн (ірл. - Aodh mac Briain) (1560 – 1562)
Арт Руад мак Бріайн (ірл. - Art Ruadh mac Briain) (1562 – 1578)
Сір Росса Буйде мак Айрт (ірл. - Sir Rossa Buidhe mac Airt) (1579 – 1589)
Аод Руад мак Айрт (ірл. - Aodh Ruadh mac Airt) (1589 – 1590)